# Суджа
Су́джа (рос. Суджа) — місто в Росії, адміністративний центр Суджанського району Курської області. Утворює однойменне муніципальне утворення «місто Суджа» зі статусом міського поселення як єдиний населений пункт у його складі. Історично належить до української етнічної території — Східної Слобожанщини. Населення — 6 800 осіб (2005).
З 7 серпня 2024 року в районі міста точилися бої між ЗСУ та ЗС РФ, 8 серпня більша частина міста під контролем українських військових. 14 серпня 2024 року ЗСУ зайняли Суджу. 12 березня 2025 року ЗС РФ зайняли Суджу.

## Етимологія назви
Про походження назви Суджа висловлювалися різні думки, але надійної етимології не існує. Очевидно, назва поселення походить від однойменної річки.
Найбільш ймовірна гіпотеза походження назви річки: Слово «Су» — по-татарськи означає «вода»; «джа» — місце, тобто — «водяне місце».
У першій половині ХХ століття А. І. Дмитрюков (Суджанський історик і краєзнавець) вказував, що слово «Суджа» частіше згадується в іншій формі — «Суржа»; останнє у російській мові позначає хлібну суміш (житнього і пшеничного помолу). Звідси він припускає, що «Суджа» означає «суміш людей, що прийшли з різних місць».

## Географія
Місто розташоване на південно-західних відрогах Середньоруської височини, на берегах річок Суджа (притока річки Псел) та Олешня (притока Суджі), за 105 км від Курська та 9 км від державного кордону з Україною.

### Вулиці та площі
Вулиці
- 1 Мая (історична назва — Архангельська),
- Волкова,
- Заводська,
- Заломова,
- Зарічна,
- Карла Лібкнехта (історична назва — Херсонська),
- Карла Маркса (історична назва — Сінна),
- Комсомольська (історична назва — Набережна),
- Червоноармійська,
- Леніна (історична назва — Курська),
- Ломоносова,
- Лугова,
- Некрасова,
- Жовтнева,
- Піонерська,
- Привокзальна,
- Пушкіна,
- Рози Люксембург (історична назва — Троїцька),
- Радгоспна,
- Будівельна,
- Чехова,
- Щепкіна (історична назва — Щепкінська),
- Енгельса.

Провулки
- 1 Мая,
- Волкова,
- Заводський,
- Карла Маркса,
- Красноармійський,
- Некрасова,
- Піонерський,
- Рози Люксембург,
- Садовий,
- Будівельний.

Список проїздів Суджі:
- 2-й проїзд,
- 3-й проїзд.

Площі:
- Привокзальна,
- Совєцька (історична назва — Соборна).

### Клімат
Клімат території рівномірно континентальний. Зима помірно холодна. Перша половина зими м'якша за другу, бувають відлиги. У січні-лютому переважно тримається морозна погода, можливі сильні морози. Березень досить холодний, кліматична весна настає на початку квітня. Літо помірно-вологе та тепле, з періодами сильної спеки та прохолодної погоди. Осінь щодо тепла.
| Клімат Суджі            | Клімат Суджі | Клімат Суджі | Клімат Суджі | Клімат Суджі | Клімат Суджі | Клімат Суджі | Клімат Суджі | Клімат Суджі | Клімат Суджі | Клімат Суджі | Клімат Суджі | Клімат Суджі | Клімат Суджі |
| Показник                | Січ.         | Лют.         | Бер.         | Квіт.        | Трав.        | Черв.        | Лип.         | Серп.        | Вер.         | Жовт.        | Лист.        | Груд.        | Рік          |
| Середній максимум, °C   | −4,4         | −3,4         | 1,7          | 12,4         | 20,1         | 23,4         | 24,7         | 24,0         | 18,3         | 10,8         | 2,9          | −1,5         | 10,8         |
| Середня температура, °C | −7,6         | −6,8         | −1,7         | 7,7          | 14,7         | 18,1         | 19,5         | 18,5         | 13,3         | 6,8          | 0,2          | −4,3         | 6,5          |
| Середній мінімум, °C    | −10,8        | −10,2        | −5           | 3,1          | 9,3          | 12,8         | 14,3         | 13,1         | 8,3          | 2,8          | −2,4         | −7           | 1,9          |
| Норма опадів, мм        | 43           | 32           | 34           | 40           | 50           | 70           | 76           | 59           | 52           | 46           | 47           | 49           | 598          |
| ----------------------- | ------------ | ------------ | ------------ | ------------ | ------------ | ------------ | ------------ | ------------ | ------------ | ------------ | ------------ | ------------ | ------------ |

## Історія

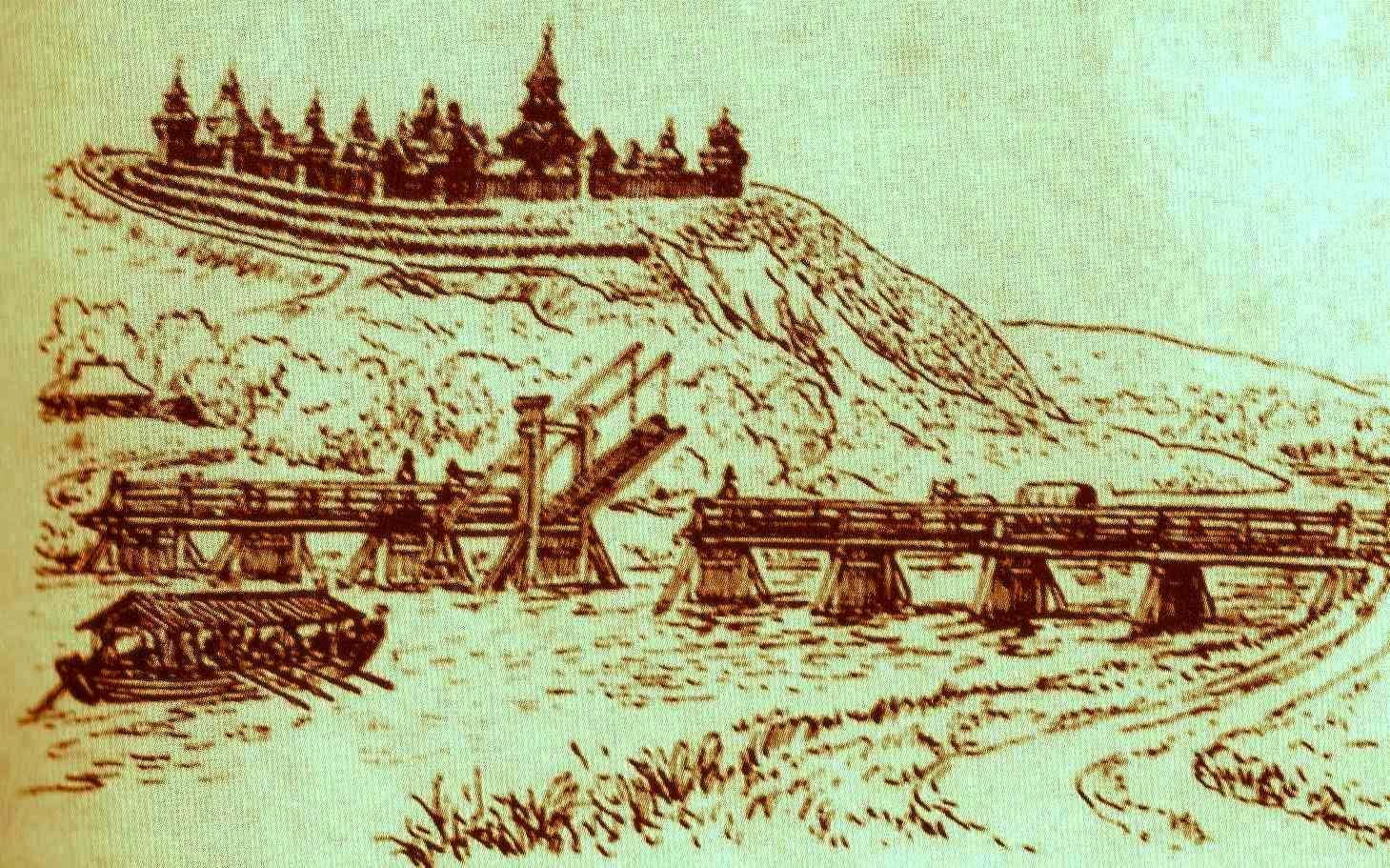
Суджа-фортеця

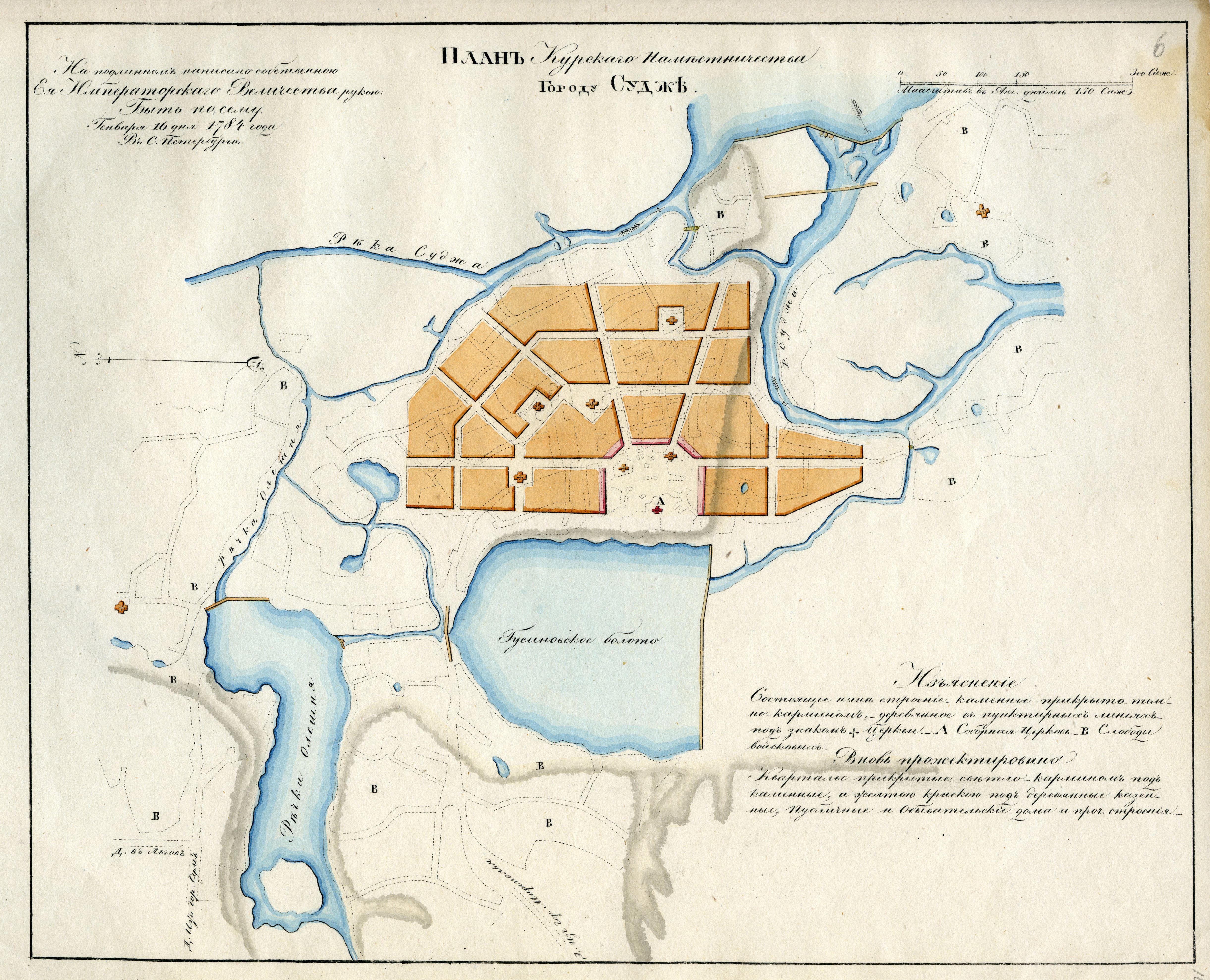
План місту Суджі (1784)

У XII столітті район Суджі входив до складу Рильського удільного князівства у складі Чернігівського князівства і Великого князівства Литовського.

### Сумський полк
У другій половині XVII століття Московська держава захопила землі Дикого Поля, де зараз розташовані сучасні частини Курської, Білгородської та Воронезької областей. Держава була зацікавлена у заселенні нової території людьми близькими за вірою. Московська влада закликала українське населення Речі Посполитої переселятися на південь Московії. Українці (за термінологією тих часів — черкаси) почали масово переселятися на південь Московії. У 1661 році переселенці подали чолобитну московському цареві Олексію Михайловичу про заснування міста в місці сучасного села Горналь у Суджанському районі. За другою чолобитною того ж року, 1500 переселенців зупинилися в гирлі річки Суджі, на місці сучасного села Курилівка, і зверталися з дозволом до царя заснувати місто.
Розташовувалося поселення людей на місці міста і до 1664 року, але після великої пожежі у 1662 році було відправлено посольство містян до царя Олексія Михайловича з проханням відновити поселення. Цар вирішив побудувати тут місто-фортецю, адже це був час розпалу московсько-польської війни (1654—1667) та Руїни в Україні (1657—1687). Було збудовано місто, обнесене дерев'яною стіною з 14 вежами, 4 з яких були проїжджими. У самому місті стояла козача сотня Сумського козачого полку. За описом воєводи та стольника Г. С. Рагозіна в Суджі разом зі слободами було 782 двори і налічувалося 1387 жителів, було дві рубані церкви. Місто було побудоване на татарських «сакмах», тобто на роздоріжжі кочових татарських стежок. Містечко стояло в оточенні рік Суджа, Олешня, Псел, великих боліт і лісів. Суджа включався до системи укріплень Путивль — Рильськ — Хотмижськ — Курськ, які прикривали Москву з півдня — південного заходу. У розпал війни з Річчю Посполитою Суджа була тиловим центром. Сюди прибували війська воєводи Ромоданівського з Москви, сюди для переговорів приїжджали гетьмани України тощо.

Суджа в складі Сумського полку

Після укладання миру з Річчю Посполитою та унії Війська Запорозького з Московією місто втрачає військове значення, але стає одним із торгових міст, де процвітало місцеве купецтво. У XVII — початку XVIII століть керувалася московськими воєводами. З 1708 року Суджа була приєднана до Київської губернії, з 1719 року — у складі Білгородської провінції цієї губернії (у 1721 по 1917 роках — в складі Російської імперії).
У XVIII столітті Суджа зберігається як невелике торгове місто, у 1785 році місто стало повітовим центром.

### Курська губернія
1 травня 1797 року вийшов царський указ, яким передбачалося утворити губернію з 10-ти повітів. Хотмижський, Білопільський та Миропільський (разом із Суджею)повіти були передані до Курської губернії. Так етнічні українські землі Східної слобожанщини опинилися у складі губернії з домінуючим російським населенням.
Наприкінці XIX століття Суджа — невеликий промисловий та культурний центр. В місті налічувалось 8 церков, діяли чоловіча та жіноча гімназії, реальне училище, земська публічна бібліотека, земська лікарня, вчительська семінарія, два парафіяльні училища. Тут працювали заводи: горілчаний, селітровий, парові — крупорушний та маслоробний, шкіряний. За даними перепису 1897 року в місті мешкало 7433 особи, з них 4546 осіб (61,16 % населення міста) вказали рідною українську (у переписі — «малоросійську») мову, російську («великоросійську») такою назвали 2765 (37,2 %), єврейську — 87 (1,17 %).
У цей час Суджа перетворюється на ремісничо-купецький центр із добре розвиненим гончарним промислом, вироби якого цінуються далеко за межами Курської області. Найбільшого розквіту гончарне виробництво досягло у середині ХІХ століття. На Паризькій виставці 1900 року гончарним майстрам за кераміку було присуджено медаль.

### Революція та визвольні змагання
У 1918 році за Берестейською угодою до міста входять німецькі війська. На переговорах про перемир'я, що проходили між українсько-німецькою та радянською військовими делегаціями у травні 1918 року на залізничній станції робітничого селища Коренєво (поблизу Курська), зокрема, була визначена лінія розмежування між військовими силами сторін. Вона була завширшки 10—40 км від лінії Сураж — Унеча — Стародуб — Новгород-Сіверський — Глухів — Рильськ — Колонтаївка — Суджа — Беленихіно — Куп'янськ. Відповідно з угодою з цієї території мали бути виведені військові частини обох сторін. Саме ця територія і отримала назву «Нейтральна зона». Так місто опинилося в прикордонні.
Незважаючи на нейтральний статус, більшовицькі війська проникають в місто і з 1 вересня до 25 жовтня (за старим стилем) 1918 року у складі Російської республіки.

#### Столиця радянської України
З аналізу протоколів Тимчасового робітничо-селянського уряду України (ТРСУУ) випливає, що Суджа впродовж майже місяця була місцем перебуванням ТРСУУ (з 29 листопада до 27 грудня 1918 року), через що деякі оглядачі з огляду на тогочасне територіальне розмежування (ТРСУУ був створений в Курську, але це була територія РСФРР) називають Суджу першою столицею радянської України. Під час подальших подій місто переходило з рук до рук, захоплювалося то червоними, то арміями Антона Денікіна, і навіть батьки Нестора Махна. Останній особисто відвідав Суджу.
З грудня 1922 року місто виходить зі складу УСРР і переходить до РРФСР в складі Союзу Радянських Соціалістичних Республік.
У 1926 році українці становили 61,2 % всього населення в Суджанській волості.

### За часів СРСР
У 1920-х роках в Суджі було збудовано театр. 30 липня 1928 року був утворений Суджанський район, і місто стає його адміністративним центром.
У роки Радянської окупації у Суджі було відкрито школу ткацтва, та був артіль «Ткачиха». У 1938 році килими Суджанської артілі демонструвалися на виставці в Нью-Йорку, а також на виставках у Брюсселі та Монреалі.
18 жовтня 1941 року, в ході німецько-радянської війни, Суджу було окуповано вермахтом. З 12 тисяч суджан, що пішли на фронт, 7 тисяч не повернулися. Понад 6 тисяч нагороджено орденами та медалями. Під час війни місто було сильно зруйноване. Радянська окупація відновилася 4 березня 1943 року радянськими військами Воронезького фронту в ході Харківської наступальної операції силами 38-ї армії у складі 237-ї сд; 180-й тбр.
Після війни у місті створюються підприємства переробної та будівельної промисловості: маслоробний комбінат, елеватор, м'ясоптахокомбінат, консервний завод, винний цех, пивзавод, хлібозавод, міжколгоспна будівельна організація (МСО), будівельні підприємства та ін.

### Сучасність

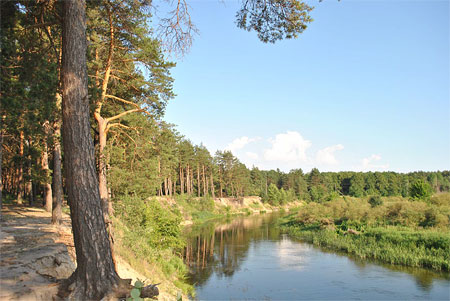
Урочище «Гірналь»

Суджа — муніципальне утворення у складі Курської області. Орган законодавчої влади — міська рада, виконавчої — адміністрація міста. У Суджі перебувають органи місцевого самоврядування «муніципального утворення Суджанський район».
У Суджі працює музична школа, музичне училище, сільськогосподарський технікум, суджанська філія Сучасної гуманітарної академії. Є поліклініка та лікарня, спорткомплекс, парки відпочинку, кінотеатр, ПК, районний краєзнавчий музей (1962). Краєзнавчий музей має великі збори картин художника П. К. Ліхіна, уродженця Суджі та учня Іллі Ріпина. Видаються дві газети «Суджанські вісті» та «Вісник Суджі». Відомий самодіяльний колектив «Тимоня» (с. Плехове Суджанського району). В обхід міста пролягає міжнародна автомагістраль Курськ — Суджа — Суми. Поруч з містом пролягає залізнична лінія Санкт-Петербург — Льгов — Суджа — Харків.
Збереглися архітектурні пам'ятки XVIII—XIX століть: Троїцька церква (Вознесенська, 1812); Різдвяна церква (1799—1828); церква Покрови Пресвятої Богородиці (1799—1828); поблизу Суджі, в селі Замостя та Заолешенко, — п'ятиголові церкви ХІХ століття у російському стилі; палац князя Долгорукова (руїни, архітектор В. А. Щуко); пам'ятник українському акторові Михайлові Щепкіну (1895) тощо.

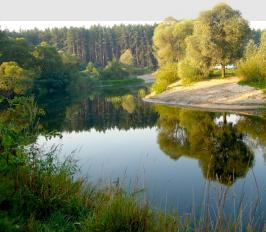
Річка Псел (коса)

У Суджанському районі збереглися пам'ятки природи: Журавлинне озеро, урочище Велике, урочище Крейдянка, парк князя Долгорукова в селі Гуєво, 300-річна сосна, пам'ятка природи регіонального значення «Урочище Горналь» та ін. У районі велика кількість мальовничих озер, хвойних та змішаних лісових масивів, крейдяні гори (найвідоміша з них Фагор).
Горнальський Свято-Миколаївський Білогірський чоловічий монастир (заснований в 1671, закритий в 1788, в 1863 знову відкритий і відбудований в російсько-візантійському стилі). Здавна звідси проводиться хресна хода в Україну з однією зі святинь Курської землі чудотворною іконою Богородиці «Пряжевська».

### Бої за Суджу
6 серпня 2024 року, у зв'язку із повномасштабним російським вторгненням в Україну, в Курській області почалися бої. З 7 серпня під загрозою захоплення введено режим надзвичайного стану. Значна частина населення залишила Суджу.
Станом на 14 серпня 2024 року в Суджі залишалося приблизно 200 мешканців. 21 серпня, після того, як Суджа стала відносно безпечним місцем для відвідування, першими після військових місто відвідали журналісти у супроводі військових.
У серпні 2024 року під час контролю Суджі ЗСУ в Суджанському краєзнавчому музеї було записано український історичний подкаст про українську історію міста.
Зранку 12 березня 2025 року ЗСУ відійшли з Суджі.
Вночі проти 21 березня 2025 року на газовимірювальній станції «Суджа» почалася масштабна пожежа. У мережі заявили про обстріл станції, а російські ЗМІ звинуватили Україну. Вогонь з території станції бачили у Курську, Бєлгороді та на державному кордоні з Сумською областю. З 1 січня 2025 року через ГВС «Суджа» офіційно припинився транзит російського газу через територію України. ГВС «Суджа» знаходилася під контролем України з серпня 2024 року, коли Сили оборони України розпочали операцію у Курській області. Генштаб України наголосив, що станція неодноразово зазнавала обстрілів самими росіянами. Зокрема, влітку 2024 року вона була атакована російськими керованими авіабомбами, 18 березня 2025 року росіяни вдарили по ній з артилерії, а 21 березня — знову керованими авіабомбами. У Генштабі України заявили, що раніше війська РФ використовували трубу магістрального газогону для прихованого переміщення своїх підрозділів.

## Населення

### Етнічний склад
За переписом 1897 року у місті проживало 7 433 осіб (3716 чоловіків та 3717 жінок). Розподіл населення за мовою згідно з переписом 1897 року:
| Мова       | Осіб  | Відсоток |
| ---------- | ----- | -------- |
| українська | 4 546 | 61,16 %  |
| російська  | 2 765 | 37,20 %  |
| єврейська  | 87    | 1,17 %   |
| польська   | 22    | 0,30 %   |
| інші       | 13    | 0,17 %   |
| Разом      | 7 433 | 100 %    |

У 1926 році українці становили за переписом в Суджанській волості 61,2 % всього населення, у Суджі — 30,8 %.
За підсумками перепису населення 2020 року проживали такі національності (національності менше 0,1 % та інше, див. у виносці до рядка «Інші»):
| Національність | Чисельність, осіб | Частка   |
| -------------- | ----------------- | -------- |
| росіяни        | 4926              | 96,08 %  |
| українці       | 56                | 1,09 %   |
| вірмени        | 19                | 0,37 %   |
| інші           | 126               | 2,46 %   |
| Разом:         | 5127              | 100,00 % |

### Динаміка
| 1856  | 1897  | 1913    | 1923  | 1931  | 1939  | 1959  |
| ----- | ----- | ------- | ----- | ----- | ----- | ----- |
| 4500  | ↗7400 | ↗12 800 | ↘3465 | ↗6900 | ↘3674 | ↗4004 |
| 1970  | 1979  | 1989    | 1992  | 1996  | 1998  | 2001  |
| ↗6197 | ↗7185 | ↗7487   | ↗7900 | ↗8000 | →8000 | ↘7700 |
| 2002  | 2003  | 2005    | 2006  | 2007  | 2009  | 2010  |
| ↘7045 | ↘7000 | ↘6800   | ↘6700 | →6700 | ↘6634 | ↘6036 |
| 2011  | 2012  | 2013    | 2014  | 2015  | 2016  | 2017  |
| ↘6000 | ↘5852 | ↘5762   | ↘5722 | ↘5684 | ↘5648 | ↗5738 |
| 2018  | 2019  | 2020    | 2021  |       |       |       |
| ↗5759 | ↘5657 | ↘5646   | ↘5127 |       |       |       |

## Економіка
Суджа є останнім перевалочним пунктом для експорту російського газу з РФ до Європи через Україну, що працює. Через газовимірювальну станцію Суджа проходить три газопроводи діаметром 1400 мм — Єлець-Кременчук-Кривий Ріг, Прогрес та Уренгой-Помари-Ужгород із загальною технічною потужністю по транзиту 244 млн м3 на добу.
Підприємства:
- ВАТ «Суджанський завод тракторних агрегатів»
- ВАТ «Суджанський маслоробний комбінат»
- ЗАТ «Суджанський м'ясокомбінат»
- ТОВ «Зерносервіс» (елеватор)
- ВАТ «Різдвяний спиртзавод»
- ЗАТ «Суджанське ДРБУ № 2»
- ВАТ «Надія»
- Комбікормовий завод
- Холодокомбінат
- МАВП «Суджа» — суджанський митний пост
- Мирний митний пост
- Залізниця (в обхід Курська, Києва)

## Особистості

### Почесні громадяни
Землевласник Костянтин Тахтаміров, купець Федір Тахтаміров, політик Павло Долгоруков носили звання спадковий «Почесний громадянин міста Суджа».

### Видатна особа
- Лиходько Іван Олександрович — підполковник Армії УНР[46]